# Francisco Rezek
José Francisco Rezek (* 18. Januar 1944 in Cristina, Minas Gerais) ist ein brasilianischer Jurist und Diplomat. Er wirkte von 1983 bis 1990 und von 1992 bis 1997 als Richter am Supremo Tribunal Federal, dem Obersten Gerichtshof seines Heimatlandes, von 1990 bis 1992 als Außenminister Brasiliens sowie von 1997 bis 2006 als Richter am Internationalen Gerichtshof.

## Leben

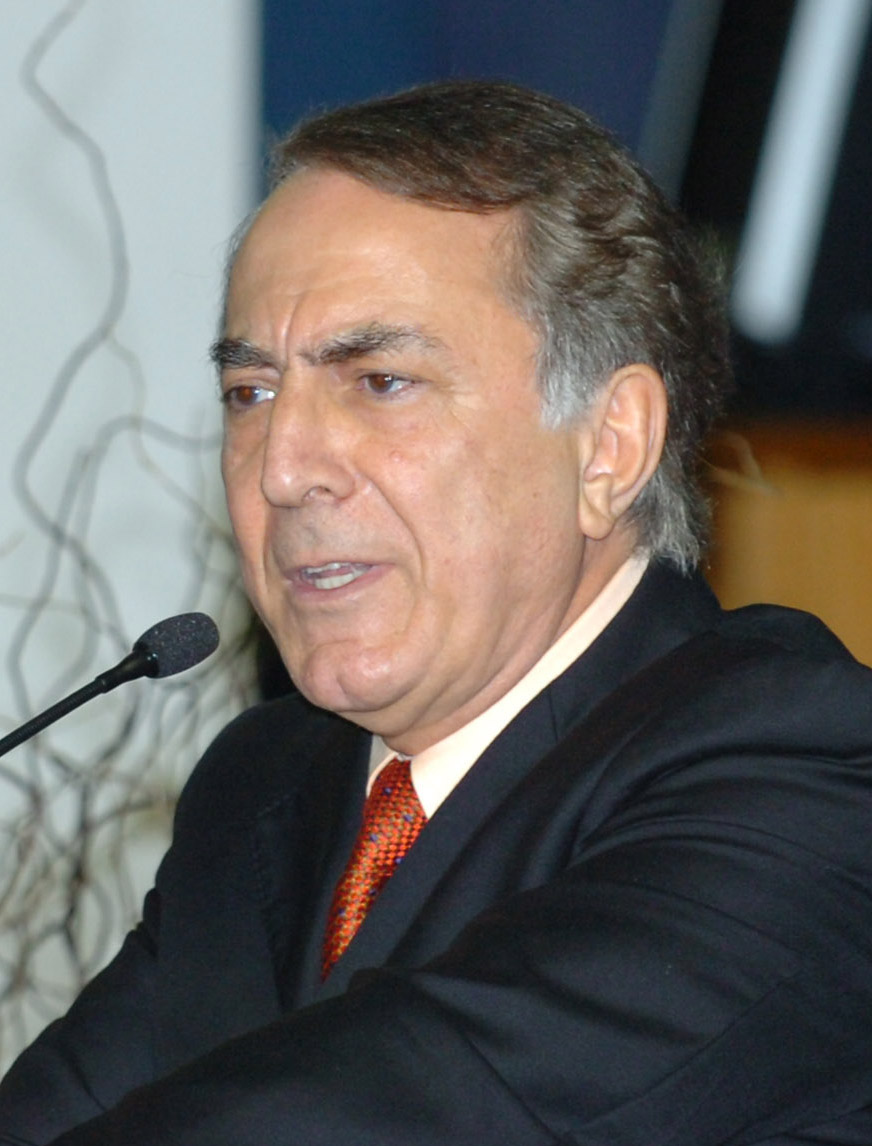
Francisco Rezek, 2006

Francisco Rezek wurde 1944 in Cristina geboren und studierte bis 1967 Rechtswissenschaften an der Universidade Federal de Minas Gerais in Belo Horizonte. Anschließend war er zunächst als niedergelassener Rechtsanwalt tätig. Nach weiteren Studien, unter anderem an der Harvard University und an der Haager Akademie für Völkerrecht, promovierte er im Jahr 1970 an der Pariser Sorbonne im Bereich des Völkerrechts. Darüber hinaus erwarb er 1979 ein Diplom am Wolfson College der University of Oxford.
Von 1971 bis 1997 wirkte er als Professor für Völkerrecht und Verfassungsrecht an der Universidade de Brasília, darunter von 1974 bis 1976 als Leiter von deren rechtswissenschaftlicher Abteilung und in den Jahren 1978/1979 als Dekan der Fakultät für Gesellschaftswissenschaften. Ab 1976 hatte er darüber hinaus auch eine Professur für Völkerrecht am Instituto Rio Branco inne, der Hochschuleinrichtung Brasiliens zur Ausbildung von Diplomaten. Im Jahr 1986 unterrichtete er als Dozent an der Haager Akademie für Völkerrecht.
Ab 1979 war Francisco Rezek stellvertretender Generalstaatsanwalt (Subprocurador-Geral) seines Heimatlandes. Anschließend wirkte er von 1983 bis 1990 als Richter am Supremo Tribunal Federal, dem Obersten Gericht Brasiliens. Von März 1990 bis April 1992 übernahm er das Amt des Außenministers, anschließend kehrte er an den Obersten Gerichtshof zurück. Ab Februar 1997 wirkte er als Richter am Internationalen Gerichtshof in Den Haag, seine turnusgemäß neunjährige Amtszeit endete 2006. Er gehört darüber hinaus seit 1987 dem Ständigen Schiedshof an.

## Auszeichnungen
- 1997: Großes Goldenes Ehrenzeichen mit dem Stern für Verdienste um die Republik Österreich[1]

## Werke (Auswahl)
- Direito dos Tratados. Rio de Janeiro 1984.
- Le droit international de la nationalité. In: Recueil des cours. Band 198. Den Haag 1986, S. 333–400.
- Direito Internacional Público. 11. Auflage. São Paulo 2007.